# Lance Larson
Lance Melvin Larson (Monterey Park (Californië), 3 juli 1940 – Orange (Californië), 19 januari 2024) was een Amerikaans zwemmer.

## Biografie
Larson moest tijdens de Olympische Zomerspelen van 1960 na een tumultueuze finale van de 100 meter vrije slag genoegen nemen met de zilveren medaille. Ondanks dat de geklokte tijden van Larson sneller waren dan van de Australiër John Devitt werd Devitt door de Zweedse hoofdscheidsrechter toch als winnaar aangewezen. Met de Amerikaanse 4×100 meter wisselslagploeg won hij olympisch goud. De wisselslagestafette werd in 1960 voor het eerst gezwommen.
Larson overleed op 19 januari 2024 op 83-jarige leeftijd.

## Internationale toernooien
| Jaar | Olympische Spelen                   |
| ---- | ----------------------------------- |
| 1960 | 100m vrije slag · 4×100m wisselslag |

1960: McKinney, Hait, Larson, Farrell ·
1964: Mann, Craig, Schmidt, Clark ·
1968: Hickcox, McKenzie, Russell, Walsh ·
1972: Stamm, Bruce, Spitz, Heidenreich ·
1976: Naber, Hencken, Vogel, Montgomery ·
1980: Kerry, Evans, Tonelli, Brooks ·
1984: Carey, Lundquist, Morales, Gaines ·
1988: Berkoff, Schroeder, Biondi, Jacobs ·
1992: Rouse, Diebel, Morales, Olsen ·
1996: Rouse, Linn, Henderson, Hall ·
2000: Krayzelburg, Moses, Crocker, Hall ·
2004: Peirsol, Hansen, Crocker, Lezak ·
2008: Peirsol, Hansen, Phelps, Lezak ·
2012: Grevers, Hansen, Phelps, Adrian ·
2016: Murphy, Miller, Phelps, Adrian  ·
2020: Murphy, Andrew, Dressel, Apple  ·
2024: Xu, Qin, Sun, Pan